# 深圳地铁29号线
深圳地铁29号线是中国广东省深圳市的一条建设中的地铁线路，线路起于红树湾南站，止于公明站。深圳地铁29号线线路全长30.6千米，共设24座车站。
其中一期工程（红树湾南站-兴东站）全长11.3千米，设站10座，全部为地下站，于2024年8月开工建设。

## 建设历程
2016年，深圳市规划和自然资源局公布《深圳市轨道交通线网规划（2016-2030）规划方案》，方案提出建设深圳地铁29号线，线路起于红树湾南站，止于公明站，全长30.6千米。
2022年8月26日，深圳市发展和改革委员会发布《深圳市城市轨道交通第五期建设规划（2023-2028年）》环境影响评价第一次公示，拟将深圳地铁29号线一期工程（红树湾南站-兴东站）纳入《深圳市城市轨道交通第五期建设规划（2023-2028年）》。9月5日，深圳市发展和改革委员会发布《深圳市城市轨道交通第五期建设规划（2023-2028年）》环境影响评价第二次公示，再次明确将深圳地铁29号线一期工程（红树湾南站-兴东站）纳入《深圳市城市轨道交通第五期建设规划（2023-2028年）》，并公布了其具体走向和站点设置。
2024年6月6日，29号线宣布动工。

## 车站
根据线路走向，29号线与其它线路换乘的车站或有：
- 兴东站：换乘5号线。5號線建設時未作出預留，轉乘方式未知。
- 西丽高铁站：换乘13号线、15号线及27号线。地鐵樞紐車站隨國鐵西丽站改建时統一設計，同步建成。
- 珠光站：换乘7号线。7號線建設時未作出預留，轉乘方式未知。
- 白石洲站：换乘1号线和20号线。1號線建設時未作出預留，轉乘方式未知。
- 紅樹灣南站：换乘9号线和11号线。兩線建設時均未作出預留，轉乘方式未知。